# Jaboticaba (plant)
De jaboticaba (Myrciaria cauliflora) is een plant uit de mirtefamilie (Myrtaceae).
Het is een van de meest opvallende fruitbomen uit de tropen. De stam en de takken kunnen van de wortels tot aan de kroon volledig bedekt zijn met kleine, cauliflore, witte bloemen en later met bessen. De bomen dragen vruchten als ze acht tot vijftien jaar oud zijn.
Het is een tot 12 m hoge groenblijvende, struikachtige boom met een sterk vertakte, brede kroon en een schilferige schors. Jonge bladeren en twijgen zijn behaard. De tegenoverstaande bladeren zijn leerachtig, glanzend donkergroen, gaafrandig, ovaal, 1,5-10 × 1–2 cm groot en hebben een korte, behaarde bladsteel. De bloemen groeien solitair of in groepen van vier op korte dikke stelen aan het oude hout. Ze hebben kleine, witte kelk- en 5 mm lange kroonbladen en circa zestig 4 mm lange meeldraden.
De vruchten zijn ronde of ovale, 1,5–4 cm grote bessen met een gladde, glanzende, rijp violette tot zwartpaarse schil. Aan de onderkant blijven de vier kelkbladen behouden. Het vruchtvlees is zacht, sappig, glazig-wit of roodachtig van kleur en smaakt zoet of soms zuur. De bessen bevatten één tot vijf zaden, die tot 1,2 cm lang worden.
De vruchten worden in Zuid-Amerika als handfruit gegeten. Voor gebruik moeten de vruchten geschild worden omdat de schil veel looistoffen bevat. Ze kunnen worden verwerkt tot gelei en marmelade. In Brazilië wordt van de vruchten sap en vruchtenwijn bereid.
De jaboticaba komt van nature voor in Bolivia, Paraguay, het zuidoosten van Brazilië en het noordoosten van Argentinië. Hij komt voor van zeeniveau tot zo'n 1000 m hoogte in tropisch middelgebergte.
Andere verwante, sterk gelijkende soorten die minder vaak worden gekweekt, zijn Myrciaria jaboticaba, Myrciaria trunciflora en Myrciaria tenella. Deze soorten worden ook wel met de benaming jaboticaba aangeduid. Ook komen hybrides van de vier soorten voor.

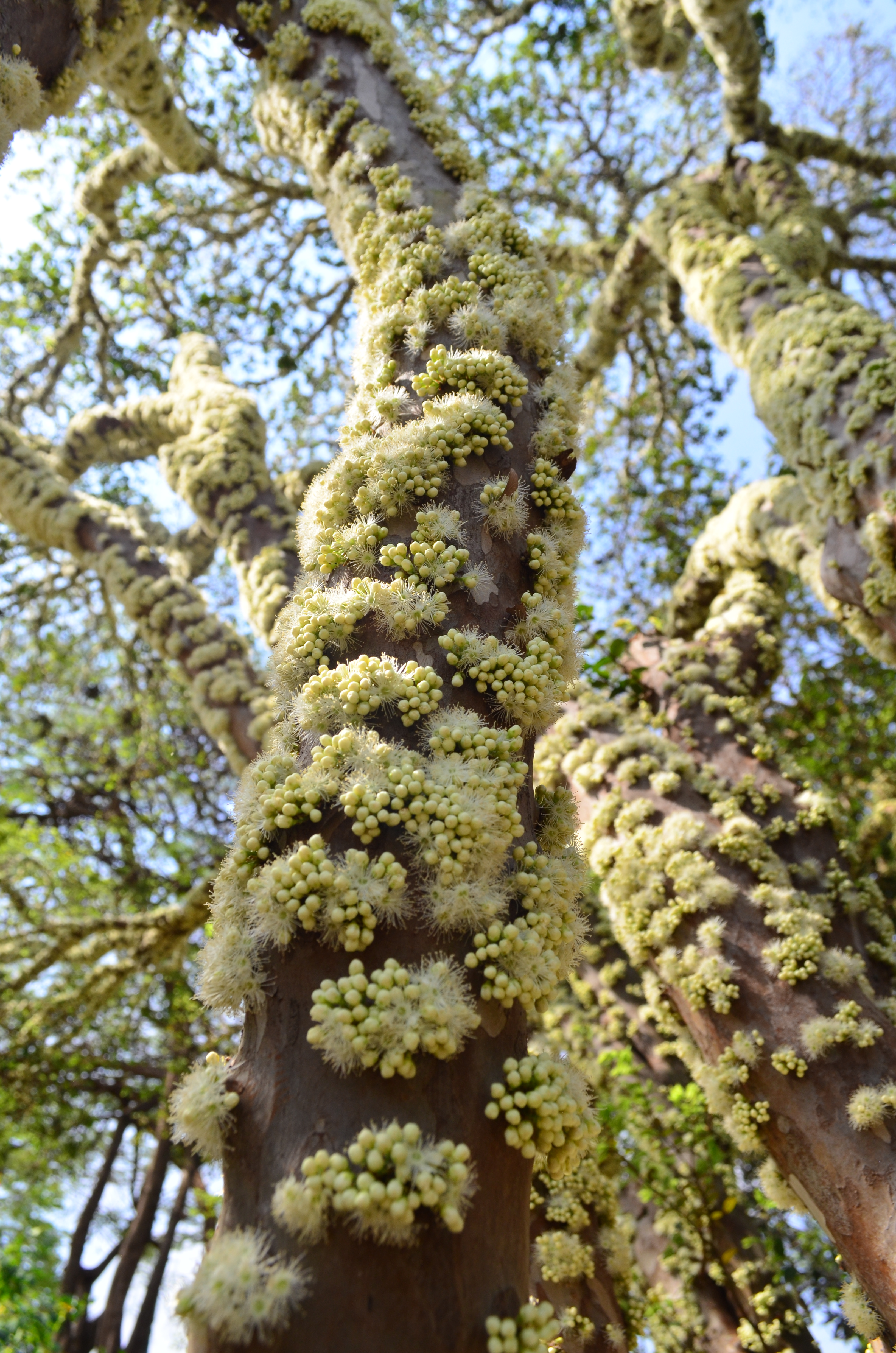
Bloemen